# 中和 (言語学)
言語学における中和（ちゅうわ、neutralization）とは、2つ以上の対立項が一定の環境で対立をなさなくなるという現象を指す言語学の用語である。

## 概要
例えば音韻論における例として、朝鮮語の音節末阻害音の中和が挙げられる。
朝鮮語の阻害音は音節初頭の位置において無気対有気（t と th）、声門化対非声門化（tt と t）で対立し、さらに歯茎音では摩擦音（s, ss）、破擦音（c, cc, ch）、破裂音（t, tt, th）が対立する。しかしこれらの対立は音節末の位置では失われ、無開放の[t]として実現する。
このような音韻論の中和において現れる音の扱いには2つの方法が考えられている。1つは新たに原音素 (archiphoneme) という音素を設定する方法である。もう1つは対立項の中から無標のものを選ぶ方法である。前者については音素の数を増やすという問題があり、特に音素を構成する弁別素性を考えると、中和においては1つ以上の弁別素性が現れていないと考えられるため、後者が望ましいとされている。
なお、中和は形態論、統語論でも見られる現象であるが、音韻論でもっともよく取り上げられる。